# 우황청심환 (소설)
우황청심환은 1991년 발표된 박완서의 소설이다.

## 줄거리
남궁씨는 갑자기 친구가 상을 치르는 바람에 그가 운영하던 조그만 회사를 맡았다. 남궁씨는 그 회사의 고용 사장으로, 오년 여 만에 안정적인 회사로 만들어 놓았다. 그러나 회사가 안정되자, 그 친구의 아들이 회사를 경영하겠다면서, 퇴직을 강요한다. 남궁씨는 퇴직을 위로하기 위해 두 달 여 동안 외국 여행을 하고 집으로 돌아왔다. 이 때 집에는 예전에 독립 운동을 하러 만주로 간 증조부의 자손인, 연변에 사는 육촌 동생과 그의 가족들이 와 있었다. 그들은 한약재를 팔려고 하였다. 아내는 이들을 못마땅하게 여기지만, 남궁씨는 이들이 가져온 약재를 친구의 아들에게 부탁한다. 그 친구의 아들은 남궁씨를 회사에서 몰아내는 것이 미안하고 해서 그 약재들을 사 준다. 동생네 식구들이 떠난 뒤 아내가 운동권인 둘째 아들 현이 이야기를 하면서 운다. 남궁씨는 이러한 아내의 모습을 보면서, 아내가 연변에서 온 동생네 식구들을 못마땅해 한 이유를 깨닫게 된다.

## 등장인물
- 남궁 : 회사의 고용 사장. 회사를 성공적으로 이끌어 가자 친구의 아들이 경영하겠다면서 퇴직을 강요당한다.
- 아내 : 운동권인 아들 '현'을 자랑스럽게 여겼다. 그러나 작품 후반에 남궁이 말해준 조선족의 현실을 듣고는 환멸을 느낀다.
- 동생네 : 연변에서 왔다.